# Avocado toast
L'avocado toast è uno spuntino le cui origini sono rivendicate dagli Stati Uniti d'America e dall'Australia. Si tratta di una tartina tostata contenente purè di avocado, sale, e pepe nero. Fra gli ingredienti addizionali si possono usare del succo di agrumi, l'olio d'oliva, l'hummus, le scaglie di peperoncino, la feta, la dukkah e i pomodori.
Benché fossero già preparati durante il ventesimo secolo e serviti in alcuni locali pubblici durante gli anni novanta, la moda degli avocado toast è esplosa durante gli anni 2010 anche grazie alle reti sociali.

## Storia

### Antecedenti
Gli avocado sono originari delle Americhe, più precisamente del Messico centrale, e vennero coltivati per quasi 9.000 anni dalle civiltà precolombiane. Tali popoli preparavano un anticipatore del toast con l'avocado, ovvero una sorta di tortilla scaldata o fatta tostare sulla quale venivano spalmati i frutti schiacciati. Nelle Americhe, il pane con gli avocado divenne con tutta probabilità uno spuntino comune di cui però non ci è stata offerta nessuna documentazione per molti secoli.

### Origini

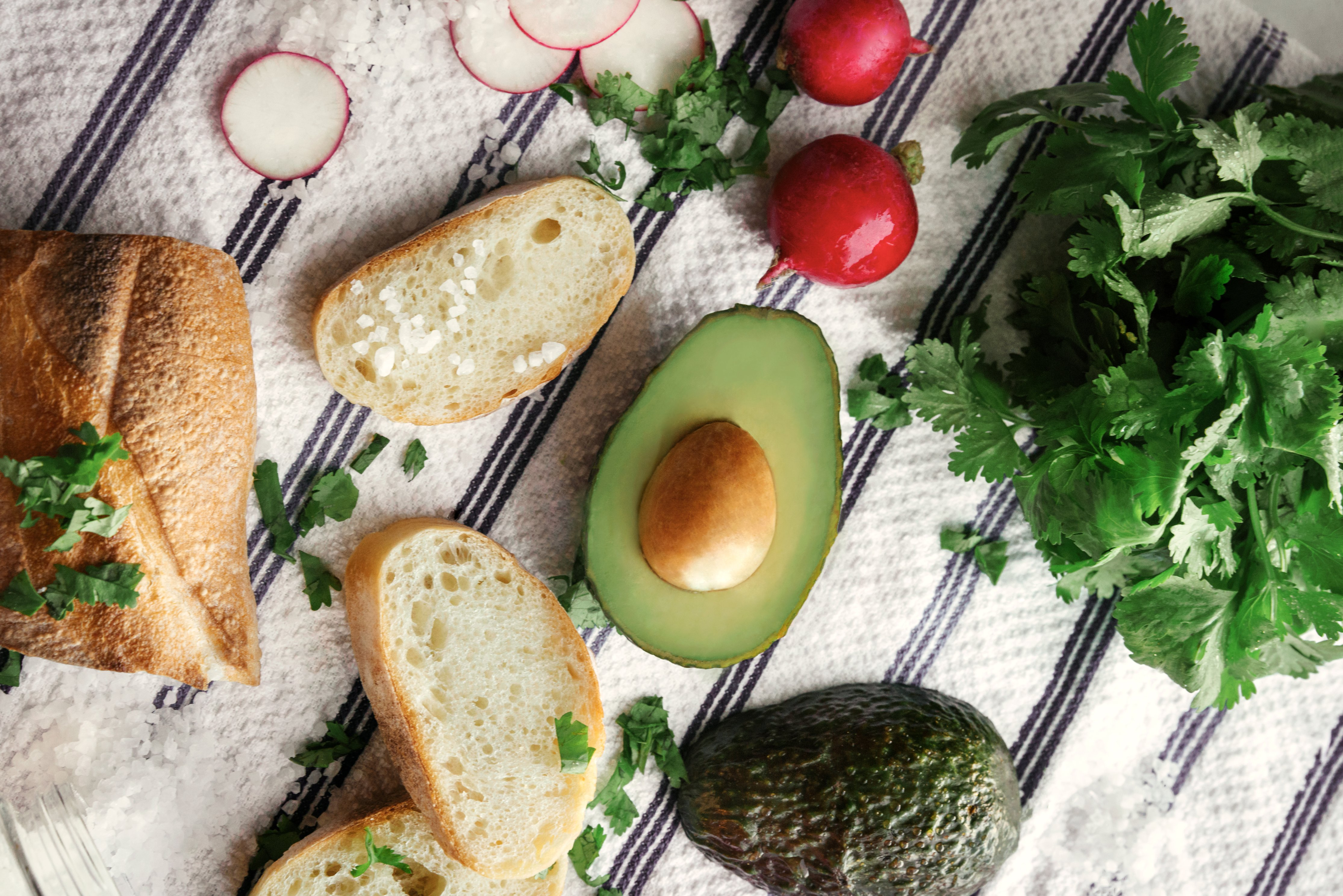
Ingredienti per preparare l'avocado toast

Le prime fonti storiche che parlano dei veri e propri avocado toast risalgono alla fine del XIX secolo. Infatti, nella Bay Area di San Francisco, le persone mangiavano i toast con avocado almeno dal 1885. In un testo del 1915 della California Avocado Association, venivano serviti degli antipasti composti da fette di pane triangolari insaporiti con quei frutti esotici. L'avocado toast veniva preparato anche a Brisbane, in Australia, nel 1929. Un articolo del New Yorker datato 1º maggio 1937 e intitolato Avocado, or the Future of Eating, il protagonista mangia dei sandwich di pane integrale con avocado e beve un rickey al lime. In un articolo del 1962 apparso sul New York Times, viene dichiarato che un modo "inusuale" per servire l'avocado è quello di metterlo in un sandwich tostato. Stando a quanto riporta il Washington Post, sarebbe stato lo chef Bill Granger il primo a servire gli avocado toast nei caffè a partire dal 1993. Nel 1999, Nigel Slater pubblicò sul Guardian una ricetta dedicata alla "bruschetta" di avocado. La giornalista ed editrice Lauren Oyler attribuì al Cafe Gitane di New York il merito di aver reso noto lo spuntino negli Stati Uniti nella sua estetica in stile Instagram. Oyler riportò anche che tale piattaforma avrebbe contribuito a rendere noto l'alimento. Chloe Osborne, cuoca e consulente del Cafe Gitane, dichiarò di aver provato l'alimento nel Queensland, in Australia, durante la metà degli anni settanta.

### Anni 2010
Durante gli anni 2010, l'avocado toast divenne un alimento di moda negli USA e spopolò sulle reti sociali anche grazie ai food blogger. Jayne Orenstein del Washington Post sostenne che, in quanto "salutare e indulgente", l'alimento avrebbe "contribuito a definire ciò che in questo decennio è considerato di moda". Inoltre, la giornalista dichiarò che "si presta a una dieta vegana e senza glutine". Secondo qualcuno, fu l'attrice Gwyneth Paltrow a popolarizzare l'avocado toast grazie al suo ricettario It's All Good del 2013. Durante il mese di gennaio del 2015, la rivista Bon Appétit pubblicò una ricetta dedicata al Your New Avocado Toast. Nel 2016, il toast con l'avocado veniva raffigurato sulle magliette; a tale riguardo, il Washington Post asserì che "(l'avocado toast) è più di un semplice pasto: è un meme".
Alcuni scrittori sostengono che la diffusione del toast andò in concomitanza con la riemersione del clean living movement, che promuove un modello di vita salutare negli Stati Uniti.
Secondo quanto riferito, la moda dei toast con gli avocado avrebbe causato un aumento dei prezzi dei frutti. Anche in Australia, i toast con l'avocado vennero criticati per il loro costo giudicato troppo elevato. La questione fu affrontata più volte dai giornali dell'isola.
A cavallo fra gli anni 2010 e 2020, la crescente popolarità e domanda di avocado nel Regno Unito hanno esercitato una pressione senza precedenti, al punto che alcuni locali dichiaratisi promotori di uno stile di vita ecologico hanno deciso in seguito di togliere gli avocado toast dai loro menu.

## Varianti

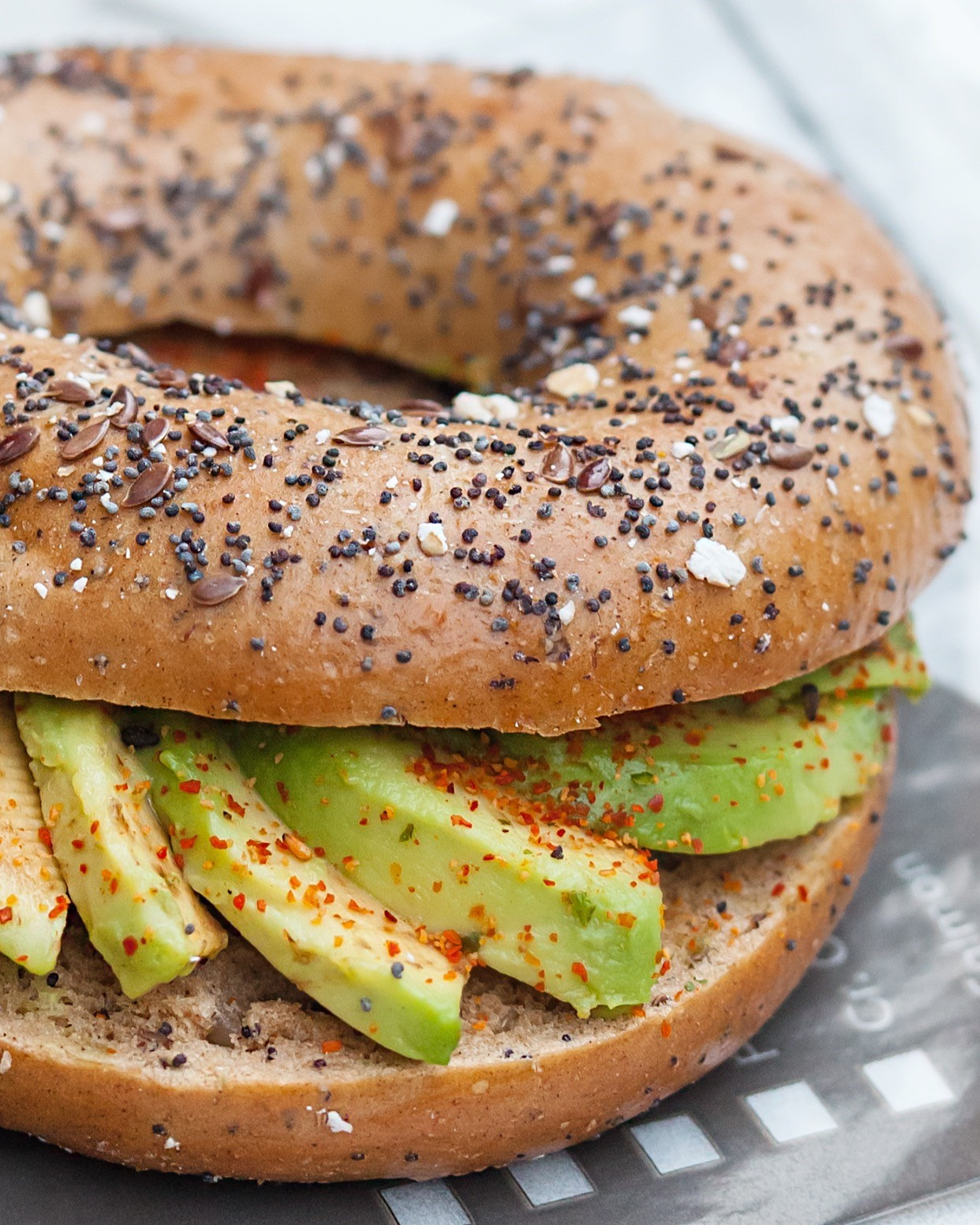
Avocado bagel

Nelle sue molteplici varianti, l'avocado toast può contenere le patate dolci, la Vegemite, i baked beans, e quelli con la feta preparati usando il pane di segale. Online sono presenti diverse versioni del toast con le uova, fra cui il French toast with avocado da guarnire con il Parmesan cheese, gli avocado toast fingers con uova alla coque, e il toast contenente avocadi, salsa piccante e/o altri ingredienti a piacere.